# James Blunts diskografi
Den britisk poprocksanger James Blunts diskografi består af seks studiealbums, to livealbums, syv EP'er og 23 singler.
Blunts debutalbum, Back to Bedlam, blev udgivet på Atlantic Records i Storbritannien i oktober 2004, og det nåede førstepladsen af UK Albums Chart i juli 2005 og i top fem i de fleste andre lande i Europa. Det toppede også Canadian Albums Chart og nåede nummer to på Billboard 200 i USA. Albummet har solgt over 11 mio. eksemplarer på verdensplan og er blevet certificeret 11× Platin i Storbritannien. Back to Bedlam affødte singlerne "High", "Wisemen" og "Goodbye My Lover". Albummets mest succesfulde single var "You're Beautiful", der kom på førstepladsen på UK Singles Chart, Irish Singles Chart, Dutch Top 40 og Billboard Hot 100 i USA. Det nåede nummer to i både Australien og Tyskland.
Livealbummet med DVD Chasing Time: The Bedlam Sessions udkom i februar 2006. Blunts andet studiealbum, All the Lost Souls, blev udgivet i september 2007 og det indeholdt singlerne "1973", "Same Mistake", "Carry You Home", "I Really Want You" og "Love, Love, Love". Albummet var ikke så succesfuldt som forgængeren, men nåede nåede stadig førstepladsen på hitlister verden over. Blunts tredje album, Some Kind of Trouble, blev udgivet i november 2010 og det gik direkte ind som nummer fire i Storbritannien. Blunts fjerde studiealbum, Moon Landing, blev udgivet i oktober 2013. Det debuterede som nummer to i Storbritannien. I marts 2017 udkom hans femte studiealbum, The Afterlove, der som det første af hans studiealbummer ikke blev certificeret Platin i hjemlandet Storbritannien. Det nåede heller ikke de tidligere albums placeringer på hitlisterne. Det samme gjaldt for det sjette studiealbum, Once Upon a Mind, der udkom i oktober 2019.
I alt har Blunt solgt over 20 millioner albums på verdensplan.

## Albums

### Studiealbums
| Titel                | Albumdetaljer                                                                              | Højeste hitlisteplacering | Højeste hitlisteplacering | Højeste hitlisteplacering | Højeste hitlisteplacering | Højeste hitlisteplacering | Højeste hitlisteplacering | Højeste hitlisteplacering | Højeste hitlisteplacering | Højeste hitlisteplacering | Højeste hitlisteplacering | Salgstal                                                           | Certificeringer |
| Titel                | Albumdetaljer                                                                              | UK                        | AUS                       | AUT                       | CAN                       | FRA                       | GER                       | IRE                       | NLD                       | SWI                       | US                        | Salgstal                                                           | Certificeringer |
| -------------------- | ------------------------------------------------------------------------------------------ | ------------------------- | ------------------------- | ------------------------- | ------------------------- | ------------------------- | ------------------------- | ------------------------- | ------------------------- | ------------------------- | ------------------------- | ------------------------------------------------------------------ | --- |
| Back to Bedlam       | - Udgivet: 11 October 2004 - Pladeselskab: Atlantic - Formater: LP, CD, digital download   | 1                         | 1                         | 1                         | 1                         | 2                         | 1                         | 1                         | 2                         | 1                         | 2                         | - World: 11,000,000 - UK: 3,339,707 - AUS: 670,000 - US: 2,900,000 | - UK: 11× Platin - AUS: 9× Platin - AUT: 2× Platin - CAN: 6× Platin - FRA: Diamond - GER: 9× Gold - IRE: 14× Platin - NL: Platin - SWI: 5× Platin - US: 3× Platin - SNEP: Diamond |
| All the Lost Souls   | - Udgivet: 17 September 2007 - Pladeselskab: Atlantic - Formater: LP, CD, digital download | 1                         | 1                         | 1                         | 1                         | 1                         | 1                         | 1                         | 2                         | 1                         | 7                         | - World: 3,000,000 - UK: 810,706 - US: 500,000                     | - UK: 2× Platin - AUS: Platin - AUT: Platin - CAN: 2× Platin - FRA: Diamond - GER: 5× Gold - IRE: 3× Platin - NL: Platin - SWI: 3× Platin - US: Guld                              |
| Some Kind of Trouble | - Udgivet: 8 November 2010 - Pladeselskab: Atlantic - Formater: CD, digital download       | 4                         | 5                         | 3                         | 6                         | 3                         | 2                         | 6                         | 2                         | 1                         | 11                        | - World: 1,000,000 - UK: 310,098                                   | - UK: Platin - AUS: Platin - AUT: Guld - CAN: Guld - FRA: Platin - GER: Platin - IRE: Guld - SWI: Platin                                                                          |
| Moon Landing         | - Udgivet: 21 October 2013 - Pladeselskab: Atlantic - Formater: CD, digital download       | 2                         | 2                         | 1                         | 2                         | 5                         | 2                         | 5                         | 6                         | 1                         | 20                        | - World: 1,500,000 - UK: 388,860                                   | - UK: Platin - AUS: Platin - AUT: Guld - CAN: Guld - FRA: Platin - GER: 3× Gold - SWI: Platin                                                                                     |
| The Afterlove        | - Release date: 24 March 2017 - Pladeselskab: Atlantic - Formater: CD, digital download    | 6                         | 7                         | 7                         | 6                         | 14                        | 6                         | 7                         | 10                        | 4                         | 177                       |                                                                    | - UK: Sølv |
| Once Upon a Mind     | - Udgivet: 25 October 2019 - Pladeselskab: Atlantic - Formater: CD, digital download       | 3                         | 5                         | 6                         | 40                        | 26                        | 8                         | 38                        | 29                        | 4                         | —                         |                                                                    | - UK: Sølv |
| Who We Used to Be    | - Released: 27 October 2023 - Label: Atlantic - Formats: CD, digital download              | 5                         | 61                        | 5                         | —                         | 29                        | 11                        | —                         | 15                        | 4                         | —                         |                                                                    | |

### Livealbums
| Chasing Time: The Bedlam Sessions                            | - Udgivet: 21 February 2006 - Pladeselskab: Atlantic - Formater: CD/DVD digital download | 8  | 17 | 2  | - UK: 2× Platin - FRA: Guld - GER: Platin - SWI: Guld |
| Les Sessions Lost Souls                                      | - Udgivet: 25 November 2008 - Pladeselskab: Warner - Formater: CD/DVD digital download   | 39 | —  | —  |                                                       |
| Trouble Revisited                                            | - Udgivet: 5 December 2011 - Pladeselskab: Atlantic - Formater: CD/DVD                   | 87 | —  | 47 |                                                       |
| "—" denotes singles that did not chart or were not released. |                                                                                          |    |    |    |                                                       |

### Bokssæt
| Titel                                         | Albumdetaljer                                                                         | Højeste hitlisteplacerng | Certificeringer | Noter |
| Titel                                         | Albumdetaljer                                                                         | AUS                      | Certificeringer | Noter |
| --------------------------------------------- | ------------------------------------------------------------------------------------- | ------------------------ | --------------- | --- |
| I'll Take Everything: The Platinum Collection | - Udgivet: 4 September 2015 - Pladeselskab: Warner - Formater: 4×CD, digital download | 5                        | - AUS: Guld     | Collection of Blunt's first four studio albums (Back to Bedlam, All the Lost Souls, Some Kind of Trouble and Moon Landing) |

## EP'er

### Fysiske EP'er
| Titel                    | Detaljer                                                                            |
| ------------------------ | ----------------------------------------------------------------------------------- |
| Monkey on My Shoulder EP | - Udgivet: 2006 - Pladeselskab: Atlantic - Formater: CD, digital download           |
| Bonfire Heart EP         | - Udgivet: 4 October 2013 - Pladeselskab: Atlantic - Formater: CD, digital download |

### Digitale EP'er
| Titel                                 | Detaljer                                                           |
| ------------------------------------- | ------------------------------------------------------------------ |
| James Blunt: Live From London         | - Udgivet: 28 June 2005 - Pladeselskab: Atlantic                   |
| James Blunt: Up Close                 | - Udgivet: 25 October 2005 - Pladeselskab: Atlantic                |
| James Blunt... Live in Berlin         | - Udgivet: 28 October 2005 - Pladeselskab: Atlantic                |
| Introducing... James Blunt            | - Udgivet: 19 May 2008 - Pladeselskab: Atlantic                    |
| James Blunt Live: London Festival '08 | - Udgivet: 17 July 2008 - Pladeselskab: Atlantic                   |
| When I Find Love Again EP             | - Udgivet: 31 October 2014 - Pladeselskab: Atlantic                |
| Smoke Signals EP                      | - Udgivet: 15 December 2014 (US) - Pladeselskab: Custard, Atlantic |

## Singler

### Som solokunstner
| "High"                                                       | 2005 | 16  | 42 | 13 | —   | —   | 22 | 18 | —  | 15 | 100 |                                                                                   | Back to Bedlam       |
| "You're Beautiful"                                           | 2005 | 1   | 2  | 6  | 1   | 5   | 2  | 1  | 1  | 2  | 1   | - UK: Platin - AUS: Platin - AUT: Guld - GER: Platin - SWI: Guld - US: 4× Platin  | Back to Bedlam       |
| "Goodbye My Lover"                                           | 2005 | 9   | 3  | 36 | 6   | 6   | 28 | 13 | 4  | 19 | 66  | - UK: Guld - AUS: Platin - SWI: Guld - US: Guld                                   | Back to Bedlam       |
| "Wisemen"                                                    | 2006 | 23  | 11 | 15 | 10  | —   | 40 | 36 | 9  | 23 | —   | - UK: Sølv                                                                        | Back to Bedlam       |
| "No Bravery"                                                 | 2007 | —   | —  | —  | —   | 15  | —  | —  | —  | —  | —   |                                                                                   | Back to Bedlam       |
| "1973"                                                       | 2007 | 4   | 11 | 1  | 13  | —   | 2  | 5  | 8  | 1  | 73  | - UK: Guld - AUT: Guld - GER: Guld                                                | All the Lost Souls   |
| "Same Mistake"                                               | 2007 | 57  | —  | 12 | 69  | —   | 27 | —  | 29 | 21 | —   |                                                                                   | All the Lost Souls   |
| "Carry You Home"                                             | 2008 | 20  | —  | 50 | —   | —   | 43 | —  | 53 | 16 | —   |                                                                                   | All the Lost Souls   |
| "I Really Want You"                                          | 2008 | 171 | —  | —  | 75  | —   | —  | —  | —  | —  | —   |                                                                                   | All the Lost Souls   |
| "Love, Love, Love"                                           | 2008 | 121 | —  | —  | 100 | —   | —  | —  | 56 | 59 | —   |                                                                                   | All the Lost Souls   |
| "Stay the Night"                                             | 2010 | 26  | 10 | 6  | 53  | 31  | 4  | 28 | 5  | 1  | 94  | - AUS: Platin - GER: Guld                                                         | Some Kind of Trouble |
| "So Far Gone"                                                | 2011 | —   | —  | 40 | —   | 82  | —  | —  | 15 | —  | —   |                                                                                   | Some Kind of Trouble |
| "If Time Is All I Have"                                      | 2011 | —   | 53 | —  | —   | —   | —  | —  | —  | —  | —   |                                                                                   | Some Kind of Trouble |
| "I'll Be Your Man"                                           | 2011 | —   | —  | 45 | —   | —   | 40 | —  | 53 | 64 | —   |                                                                                   | Some Kind of Trouble |
| "Dangerous"                                                  | 2011 | —   | —  | —  | —   | —   | —  | —  | —  | —  | —   |                                                                                   | Some Kind of Trouble |
| "Bonfire Heart"                                              | 2013 | 4   | 3  | 1  | 51  | 26  | 1  | 13 | 51 | 1  | —   | - UK: Platin - AUS: 2× Platin - AUT: Guld - CAN: Guld - GER: Platin - SWI: Platin | Moon Landing         |
| "Heart to Heart"                                             | 2014 | 42  | 26 | 10 | —   | —   | 17 | —  | 52 | 37 | —   | - AUS: Guld - GER: Guld                                                           | Moon Landing         |
| "Postcards"                                                  | 2014 | 90  | —  | 10 | —   | —   | 50 | —  | —  | 31 | —   |                                                                                   | Moon Landing         |
| "When I Find Love Again"                                     | 2014 | 78  | 27 | 44 | —   | —   | 78 | —  | —  | 59 | —   |                                                                                   | Moon Landing         |
| "Love Me Better"                                             | 2017 | 93  | —  | —  | —   | 140 | —  | —  | —  | 87 | —   |                                                                                   | The Afterlove        |
| "Bartender"                                                  | 2017 | —   | —  | —  | —   | —   | —  | —  | —  | —  | —   |                                                                                   | The Afterlove        |
| "Cold"                                                       | 2019 | —   | —  | —  | —   | —   | —  | —  | —  | 59 | —   |                                                                                   | Once Upon a Mind     |
| "Champions"                                                  | 2019 | —   | —  | —  | —   | —   | —  | —  | —  | 65 | —   |                                                                                   | Once Upon a Mind     |
| "I Told You"                                                 | 2019 | —   | —  | —  | —   | —   | —  | —  | —  | —  | —   |                                                                                   | Once Upon a Mind     |
| "Monsters"                                                   | 2019 | 90  | —  | —  | —   | —   | —  | 71 | —  | —  | —   |                                                                                   | Once Upon a Mind     |
| "The Truth"                                                  | 2019 | —   | —  | —  | —   | —   | —  | —  | —  | 55 | —   |                                                                                   | Once Upon a Mind     |
| "Halfway" (solo or featuring Ward Thomas)                    | 2020 | —   | —  | —  | —   | —   | —  | —  | —  | —  | —   |                                                                                   | Once Upon a Mind     |
| The Greatest"                                                | 2020 | —   | —  | —  | —   | —   | —  | —  | —  | —  | —   |                                                                                   | Once Upon a Mind     |
| "—" denotes singles that did not chart or were not released. |      |     |    |    |     |     |    |    |    |    |     |                                                                                   |                      |

### Som gæstekunstner
| "Je réalise" (Sinik & James Blunt)                                    | 2008 | —  | 3  | —  | —  | 38 |                              | Le toit du monde       |
| "Primavera in Anticipo (It Is My Song)" (Laura Pausini & James Blunt) | 2009 | 1  | —  | 16 | —  | 5  | - AUT: Guld - SWI: Guld      | Primavera in anticipo  |
| "OK" (Robin Schulz featuring James Blunt)                             | 2017 | 2  | 21 | 2  | 23 | 2  | - AUT: Guld - GER: 2× Platin | Uncovered              |
| "Bridge over Troubled Water" (as part of Artists for Grenfell)        | 2017 | 32 | —  | —  | —  | 28 |                              | Non-album single       |
| "Melody" (Lost Frequencies featuring James Blunt)                     | 2018 | 19 | —  | 26 | —  | 8  |                              | Alive and Feeling Fine |
| "Walk Away" (Alle Farben featuring James Blunt)                       | 2019 | —  | —  | 98 | —  | —  |                              | Non-album single       |
| "—" denotes singles that did not chart or were not released.          |      |    |    |    |    |    |                              |                        |

### Andre sange
| "Face the Sun"                                               | 2013 | —  | 133 | —  | Moon Landing     |
| "The Only One"                                               | 2013 | —  | —   | 49 | Moon Landing     |
| "Don't Give Me Those Eyes"                                   | 2017 | 67 | —   | 27 | The Afterlove    |
| "The Truth"                                                  | 2019 | —  | —   | 55 | Once Upon a Mind |
| "—" denotes singles that did not chart or were not released. |      |    |     |    |                  |

## Musikvideoer
| År   | Sang                                                                          | Insturktør(er)       |
| ---- | ----------------------------------------------------------------------------- | -------------------- |
| 2004 | "High"                                                                        | Mark Davis           |
| 2005 | "Wisemen"                                                                     | Mark Davis           |
| 2005 | "You're Beautiful"                                                            | Sam Brown            |
| 2005 | "High" (2005 video)                                                           | Sam Brown            |
| 2005 | "Goodbye My Lover"                                                            | Sam Brown            |
| 2006 | "Wisemen" (2006 video)                                                        | Paul Minor           |
| 2006 | "No Bravery"                                                                  | Paul Heyes           |
| 2007 | "1973"                                                                        | Paul R. Brown        |
| 2007 | "Same Mistake"                                                                | Jonas Åkerlund       |
| 2008 | "Carry You Home"                                                              | Jake Nava            |
| 2008 | "Je réalise" (Sinik featuring James Blunt)                                    | Thomas Peké          |
| 2008 | "I Really Want You"                                                           | Jim Canty            |
| 2008 | "Love, Love, Love"                                                            | Kinga Burza          |
| 2009 | "Primavera in Anticipo" (It Is My Song) (Laura Pausini featuring James Blunt) | Gaetano Morbioli     |
| 2010 | "Stay the Night"                                                              | Ray Kay              |
| 2011 | "So Far Gone"                                                                 | Marc Klasfeld        |
| 2011 | "If Time Is All I Have"                                                       | Robert Hales         |
| 2011 | "I'll Be Your Man"                                                            | Giorgio Testi        |
| 2011 | "Dangerous"                                                                   | Luc Janin            |
| 2013 | "Bonfire Heart"                                                               | Vaughan Arnell       |
| 2013 | "Satellites"                                                                  | Official Lyric Video |
| 2013 | "Heart to Heart"                                                              | Vaughan Arnell       |
| 2014 | "Postcards"                                                                   | Vaughan Arnell       |
| 2014 | "When I Find Love Again"                                                      | Vaughan Arnell       |
| 2017 | "Love Me Better"                                                              | Vaughan Arnell       |
| 2017 | "Time of Our Lives"                                                           |                      |
| 2017 | "Bartender"                                                                   | Declan Whitebloom    |
| 2017 | "Don't Give Me Those Eyes" video 1                                            | Andrew Flakelar      |
| 2017 | "Don't Give Me Those Eyes" video 2                                            | Travis Kopach        |
| 2017 | "OK" (Robin Schulz featuring James Blunt)                                     | Liza Minou Morberg   |
| 2017 | "Someone Singing Along"                                                       | Suzie Selman         |
| 2019 | "Monsters"                                                                    |                      |
| 2019 | "The Truth"                                                                   |                      |
| 2021 | "Unstoppable"                                                                 |                      |

## Andre optrædener
Disse sange har været med på albums, som ikke er udgivet af Blunt.
| År   | Sang                                        | Album                          |
| ---- | ------------------------------------------- | ------------------------------ |
| 2005 | "I Want You"                                | Listen to Bob Dylan: A Tribute |
| 2006 | "If There's Any Justice"                    | Radio 1's Live Lounge          |
| 2011 | "Why Do I Fall"                             | Titeuf Original Soundtrack     |
| 2014 | "I Guess That's Why They Call It the Blues" | BBC Radio 2: Sounds of the 80s |